# Sistemas de control de vuelo
Los sistemas de control de vuelo son aquellos que permiten la interacción del piloto con los mandos de vuelo, ya sea de manera mecánica o eléctrica. Con estos sistemas se consiguen varios objetivos, como son: equilibrar la aeronave, adoptar una actitud de vuelo determinada, etc.
Los sistemas de control de vuelo convencionales son los que transmiten las órdenes de mando del piloto por medios mecánicos. Estos pueden ser sistemas mecánicos simples, de accionamiento hidráulico o de accionamiento por motores eléctricos.
Por otro lado se encuentran los sistemas Fly-by-wire, en los que las órdenes de mando son transmitidas desde el piloto hasta las superficies de mando mediante señales eléctricas. Es preciso aclarar que,pese a que la transmisión de la orden de mando se haya realizado por señal eléctrica, las superficies de mando actúan finalmente gracias a medios mecánicos, como resultado de la interpretación de dicha señal.